# 塞爾維亞人口
塞爾維亞通常每十年舉行一次人口普查。1834年，塞爾維亞公國已經進行了一場人口普查。最近的一次人口普查則是在2011年。按照2011年人口普查的數字，塞爾維亞有人口7186862人。2014年，塞爾維亞估計有人口7304972人。塞爾維亞是一個多民族國家。據2011年人口普查，塞爾維亞人是塞爾維亞的最大民族，佔塞爾維亞總人口的83.3％。匈牙利人主要居住在伏伊伏丁那自治省北部，是塞爾維亞最大的少數族裔，佔塞爾維亞總人口的3.5％。羅姆人佔全國總人口的2％，但非官方機構估計實際比例更高。波士尼亞克人是塞爾維亞的第三大少數族裔。其他主要少數民族還有克羅埃西亞人、斯洛伐克人、阿爾巴尼亞人、蒙特內哥羅人、羅馬尼亞人、馬其頓人、保加利亞人等。塞爾維亞估計有15,000名華人，是塞爾維亞唯一的主要移民群體。塞爾維亞宗教十分多元，以東正教信徒最多。